# Öncəqala
Öncəqala è un comune dell'Azerbaigian situato nel distretto di Masallı. Conta una popolazione di 1 898 abitanti.